# Paulo Henrique Souza de Oliveira
Paulo Henrique Souza de Oliveira (Macaé, 1943. január 5. –) brazil válogatott labdarúgó.
A brazil válogatott tagjaként részt vett az 1966-os világbajnokságon.

## Sikerei, díjai
Flamengo
- Carioca bajnok (3): 1963, 1965, 1972
- Torneio Rio-São Paulo (1): 1961
- Taça Guanabara (1): 1970

Avaí
- Catarinense bajnok (1): 1973